# Yevgueni Svetlánov
Yevgueni Fiódorovich Svetlánov (en ruso: Евгений Фёдорович Светланов; Moscú, 6 de septiembre de 1928 – Moscú, 3 de mayo de 2002) fue un director de orquesta, pianista y compositor soviético y ruso.

## Biografía
Svetlánov estudió piano y composición en la Escuela Estatal de Música Gnessin y a su salida, en 1951, entró en el Conservatorio de Moscú, donde sus profesores fueron Yuri Shaporin (composición) y Aleksandr Gauk (dirección de orquesta).
Invitado a dirigir la orquesta del Teatro Bolshói, debuta en 1954 con La dama de Pskov de Nikolái Rimski-Kórsakov. Es la misma ópera que será su último trabajo en este teatro en 1999. De 1963 a 1965, Svetlánov fue director principal y director artístico del Teatro Bolshói y a partir de 1965 director de la Orquesta Sinfónica Estatal de la URSS, rebautizada luego como Orquesta Sinfónica de la Federación de Rusia después de la disolución de la Unión Soviética. En 1979 fue nombrado principal director invitado de la Orquesta Sinfónica de Londres y dirige regularmente la Orquesta Sinfónica de la BBC así como la Orquesta Philharmonia. Al final de su carrera estuvo ligado igualmente con la Orquesta de la Residencia de La Haya en Países Bajos.
Svetlánov dirigió la Antología de la música rusa en una labor en la que estuvo implicado durante más de treinta años.
Después de treinta y cinco años de dirección y de giras triunfales a través del mundo, Svetlánov tuvo que abandonar su puesto de director musical de la Orquesta Sinfónica de la Federación de Rusia, despedido por el ministro de la Cultura de Rusia, Mijaíl Shvydkói.
Está enterrado en el cementerio de Vagánkovo de Moscú.

## Estilo musical
Director, compositor, pianista, aviador aficionado, pescador y futbolista, era una personalidad de una vitalidad sin límites. Yevgueni Svetlánov fue una de las figuras más carismáticas de la interpretación en la segunda mitad del siglo XX. Su estilo de dirección fue muy directo, colorista y enérgico. Al contrario que otros colegas suyos, decidió no abandonar la URSS en su momento de mayor éxito en Occidente, por apego a su tierra y a la función social de la música. Durante los años que estuvo al frente de la Orquesta del Estado de la URSS la formación era conocida como Orquesta Svetlánov. Su estilo desarrolló un sonido orquestal que buscaba la brillantez por encima de todo. Svetlánov buscó siempre resaltar el espíritu emotivo de las obras. Uno de sus compositores preferidos era Gustav Mahler.

Yevgueni Svetlánov es particularmente reconocido en el repertorio ruso, de Mijaíl Glinka a Piotr Ilich Chaikovski, pasando por Nikolái Rimski-Kórsakov y Nikolái Miaskovski. Su interpretación de El poema del éxtasis de Aleksandr Skriabin tiene mucho prestigio.

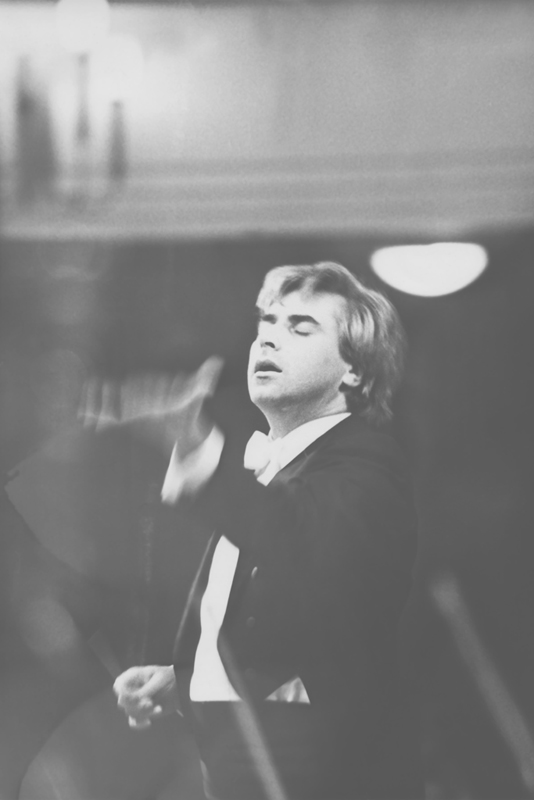
Yevgueni Svetlánov.

## Discografía selecta
- Arenski: Selección de obras orquestales. Sinfónica Estatal de la URSS (Svetlanov Foundation 2).
- Balákirev: Las 2 Sinfonías. Philharmonia Orchestra (Hyperion 22030).
- Borodín: Obertura de El príncipe Igor. Sinfónica Estatal de la URSS (RCA 61674).
- Borodín: Las 3 Sinfonías. Sinfónica Estatal de la URSS (RCA 61674).
- Brahms: Sinfonía n.º 3. Sinfónica Estatal de la URSS.
- Brahms: Concierto para violín. Eduard Grach, Sinfónica Estatal de la URSS.
- Chaikovski: Sinfonías n.º 1, 2, 3, 4, 5, 6; Manfred. Sinfónica Estatal de la URSS (Svetlanov Foundation 71, 72, 74 y 75).
- Chopin: Concierto para piano n.º 2. Sviatoslav Richter, Sinfónica Estatal de la URSS (Living Stage 1046).
- Glinka: Selección de oberturas y danzas. Sinfónica Estatal de la URSS (Regis 1142).
- Mahler: Sinfonía n.º 8. Sinfónica Estatal de la URSS (Russian Season 288151).
- Músorgski: Selección de piezas orquestales. Sinfónica Estatal de la URSS (Warner 1145112).
- Miaskovski: Integral sinfónica. Sinfónica Estatal de la URSS (Warner 513844; 16 CD).
- Rajmáninov: Integral sinfónica. Sinfónica Estatal de la URSS (Warner 112238;)
- Rimski-Kórsakov: Selección de piezas orquestales. Sinfónica Estatal de la URSS (Svetlanov Foundation 2).
- Skriabin: Prometheus. Sviatoslav Richter, Sinfónica Estatal de la URSS (Melodiya 1000190).
- Shostakóvich: Sinfonía n.º 5. Sinfónica de Londres (BBC Legends 4226).
- Skriabin: El poema del éxtasis. Orquesta Nacional de Francia, 2001 (Naïve V4946).